# Deonna Purrazzo
 (juillet 2021).
Deonna Lynn Purrazzo (née le 10 juin 1994 à Linvingston (New Jersey)) est une catcheuse (lutteuse professionnelle) américaine. Elle travaille actuellement à la All Elite Wrestling, sous le nom de Deonna Purrazzo.
Elle travaillait à Impact Wrestling de 2020 à 2023 où elle a remporté trois fois le Impact Knockouts Championship.
Purrazzo est apparue pour diverses fédérations indépendantes américaines, ainsi qu’à Ia Ring Of Honor et à la World Wrestling Entertainment (WWE) dans la division NXT.

## Jeunesse
Deonna Lynn Purrazzo a un frère jumeau et elle est fan de catch depuis l'enfance. Ses catcheuses préférées sont alors Trish Stratus et Lita. Elle fait de la gymnastique et du cheerleading au lycée.

## Carrière

### Début de carrière (2012-2016)
Purrazzo s'entraîne à la D2W Pro Wrestling Academy, une école de catch du New Jersey, en décembre 2012, après avoir vu une publicité pour celle-ci. Elle fait ses débuts in-ring en 2013. En 2014, Purrazo quitte la D2W aux côtés de l’entraîneur Damian Adams, tous deux ont poursuivi leur formation au centre de formation Team Adams dans le nord du New Jersey. Elle a participé à des séances de formation supplémentaires aux côtés de Rip Rogers à l'Ohio Valley Wrestling à Louisville dans le Kentucky.

### Total Nonstop Action Wrestling (2014-2017)
Deonna Purrazzo fait ses débuts à la Total Nonstop Action Wrestling le 10 mai 2014, perdant un match contre Brooke Tessmacher à Knockouts Knockdown.
Elle revient à la TNA le 8 janvier 2015 lors de TNA One Night Only: Live où elle participe à un Gauntlet match pour devenir la prétendante numéro 1 au titre des Knockouts, mais elle est éliminée par Awesome Kong. Purrazzo fait une troisième apparition le 17 mars 2016 à Knockouts Knockdown IV, mais perd contre Madison Rayne.
Le 19 janvier 2017 lors de l’épisode d'Impact Wrestling, elle perd à nouveau face à Brooke Tessmacher. Deonna participe ensuite à un match d'Xplosion, elle s'incline face à Laurel Van Ness.

### Ring of Honor (2015-2018)
Le 25 juillet 2015 à ROH Wrestling, elle fait ses débuts à la Ring of Honor, dispute son premier match, mais perd face à Mandy Leon.
Le 1er avril 2016 lors du pré-show à Supercard of Honor X, Amber O'Neal et elle perdent face à Solo Darling et sa même adversaire. 
Le 27 août lors du pré-show à Field of Honor, elle perd face à Taeler Hendrix. 
Le 1er avril 2017 lors du pré-show à Supercard of Honor XI, elle perd face à Kelly Klein. Le 23 juin lors du pré-show à Best in the World, Mandy Leon et elle perdent Kris Wolf et Sumie Sakai.
Le 12 octobre lors du pré-show à Global Wars, elle prend sa revanche sur la Japonaise. Le lendemain, Jenny Rose, Mandy Leon et elle battent Britt Baker, Faye Jackson et sa même adversaire dans un 6-Women Tag Team match.  
Le 11 janvier 2018, elle signe un nouveau contrat avec la compagnie et reçoit l'Award de la catcheuse Honor de l'année. Le 3 mars à Manhattan Mayhem VII, Tenille Dashwood et elle battent Sumia Sakai et Jenny Rose. 
Le 9 mai à War of the Worlds, Skylar et elle perdent face à son ancienne partenaire et la Japonaise.

### World Wrestling Entertainment (2018-2020)

#### Débuts àNXT,NXT UK,Rawet renvoi (2018-2020)

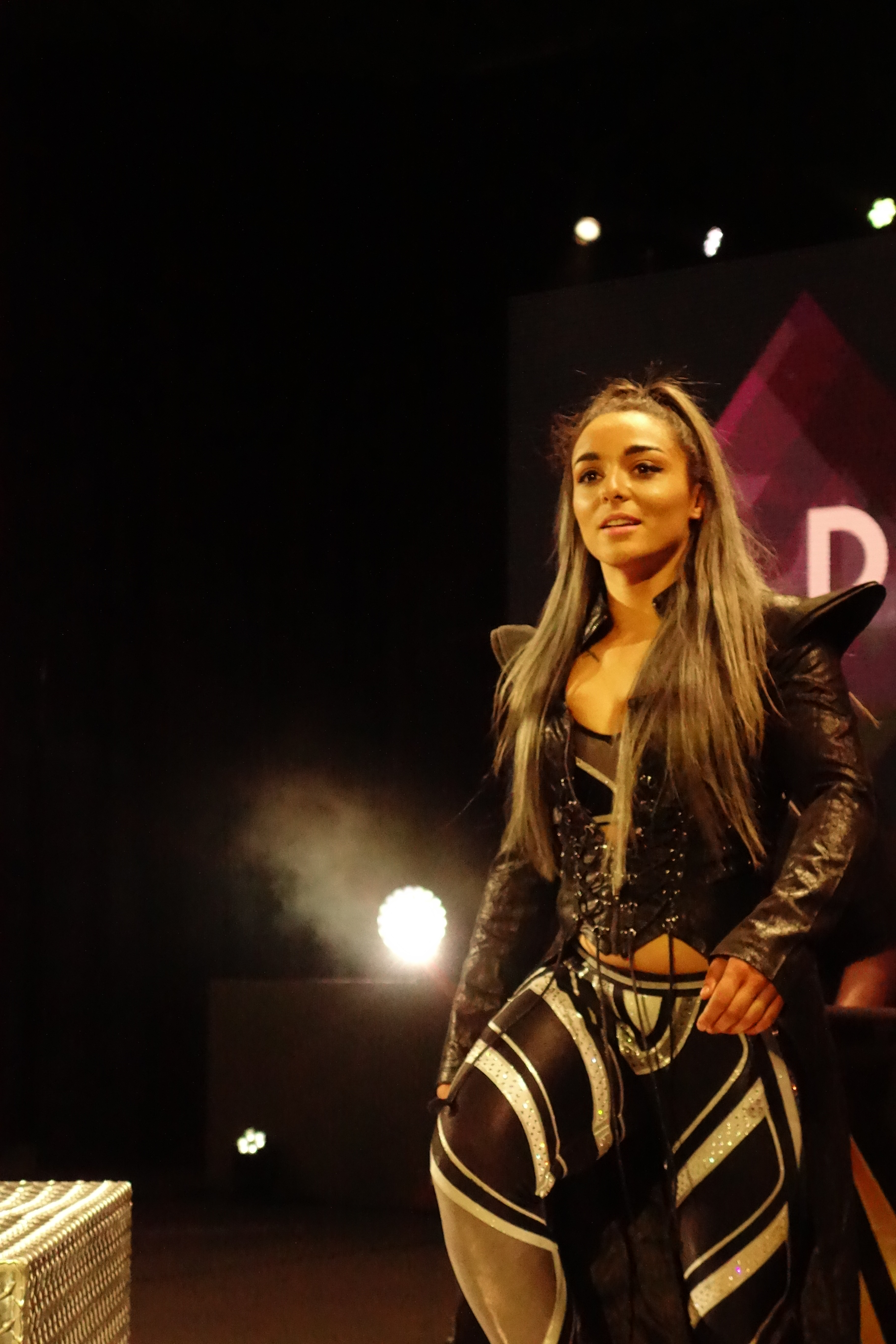
En 2018, Deonna Purrazzo signe avec la WWE et débute à NXT.

Le 31 mai 2018, elle signe officiellement avec la World Wrestling Entertainment. 
Le 22 août à NXT, elle fait ses débuts dans le show jaune, dispute son premier match, mais perd face à Bianca Belair.
Le 17 octobre à NXT, elle participe au tournoi Mae Young Classic, mais perd face à Io Shirai en quart de finale. Le 26 décembre à NXT UK, elle fait ses débuts, dispute son premier match, mais ne remporte pas le titre féminin de NXT UK, battue par Rhea Ripley. Après le combat, son adversaire l'attaque, mais Toni Storm vole à sa rescousse.
Le 16 décembre 2019 à Raw, elle fait ses débuts dans le show rouge, dispute son premier match, mais perd face à la moitié des championnes par équipes, Asuka, par soumission. 
Le 15 avril 2020, elle est licenciée par la compagnie.[réf. nécessaire]

### Retour à Impact Wrestling (2020-2023)

#### Retour, triple championne Knockout, championne de la ROH et championne par équipes Knockout avec Chelsea Green (2020-2023)
Le 27 mai 2020, elle signe officiellement avec Impact ! Wrestling. Le 9 juin à Impact, elle fait ses débuts en attaquant la championne des Knockouts, Jordynne Grace, avec son Fujiwara Armbar. Le 23 juin à Impact, elle dispute son premier match et bat Alisha Edwards.
Le 18 juillet à Slammiversary XVIII, elle devient la nouvelle championne Knockout TNA en battant Jordynne Grace et remporte le titre pour la première fois de sa carrière. Le 25 août à Emergence, elle conserve son titre en rebattant sa même opposante dans un 30-Minute Iron Women match.
Le 3 octobre à Victory Road, elle conserve son titre en battant Su Yung. Le 24 octobre à Blound flor Glory, elle ne conserve pas son titre, battue par sa même adversaire dans un match revanche, ce qui met fin à un règne de 98 jours. Le 14 novembre à Turning Point, elle redevient championne Knockout, pour la seconde fois, en prenant sa revanche sur sa même opposante. Le 12 décembre à Final Resolution, elle conserve son titre en battant Rosemary.
Le 13 février 2021 à No Surrender, Kimber Lee, Su Yung et elle perdent face à O.D.B, Jazz et Jordynne Grace dans un 6-Women Tag Team match. Le 13 mars à Sacrifice, elle conserve son titre en battant O.D.B.
Le 10 avril à Hardcore Justice, elle conserve son titre en battant Jazz dans un Title vs. Career match. Le 25 avril à Rebellion, elle conserve son titre en battant Tenille Dashwood. Le 12 juin à Against All Odds, elle conserve son titre en rebattant Rosemary.
Le 17 juillet à Slammiversary, elle conserve son titre en battant Thunder Rosa. Le 20 août à Emergence, Matthew Rehwoldt et elle battent Trey Miguel et Melina.
Le 23 octobre à Bound for Glory, elle ne conserve pas son titre, battue par Mickie James, ce qui met fin à un règne de 343 jours.
Le 9 janvier 2022 à Impact, elle conserve son titre Reina de Reinas de la AAA et devient la nouvelle championne du monde de la ROH en battant Rok-C dans un Winner Takes All match, remporte le titre pour la première fois de sa carrière et, de ce fait, devient également double championne. Le 19 février à No Surrender, elle conserve son titre en battant Miranda Alize. Le 5 mars à Sacrifice, elle conserve son titre en battant Chelsea Green.
Le 23 avril à Rebellion, elle ne conserve pas son titre Reina de Reinas de la AAA, battue par Taya Valkyrie, ce qui met fin à un règne de 252 jours. Le 4 mai à Dynamite, elle ne conserve définitivement pas son titre mondial féminin de la ROH, battue par Mercedes Martinez, ce qui met fin à un règne de 115 jours. Le 7 mai à Under Siege, elle ne remporte pas le titre Reina de Reinas de la AAA, rebattue par sa même adversaire. Le 19 juin à Slammiversary, elle ne remporte pas le titre Knockout, battue par Jordynne Grace dans un Queen of the Mountain match qui inclut également Chelsea Green, Mia Yim et Tasha Steelz.
Le 1er juillet à Against All Odds, Chelsea Green et elle battent Mia Yim et Mickie James. Le 12 août à Emergence, les deux femmes deviennent les nouvelles championnes par équipes Knockout en battant Rosemary et Taya Valkyrie et remportent les titres pour la première fois de leurs carrières.
Le 7 octobre à Bound for Glory, elles ne conservent pas leurs titres, battues par The Death Dollz (Jessicka et Taya Valkyrie), ce qui met fin à un règne de 56 jours.
Le 13 janvier 2023 à Hard to Kill, elle ne devient pas aspirante n°1 au titre Knockout, battue par Masha Slamovitch dans un Fatal 4-Way match qui inclut également Killer Kelly et Taylor Wilde. Le 23 février à Impact, elle effectue un Face Turn et une promo, dans laquelle elle annonce faire payer Gisele Shaw pour le malheur qu'elle apporte au sein de la fédération. Le lendemain à No Surrender, elle perd face à Gisele Shaw. Le 24 mars à Sacrifice, elle prend sa revanche sur sa même adversaire.
Le 16 avril à Rebellion, elle redevient championne Knockout, pour la troisième fois, en rebattant Jordynne Grace. Le 26 mai à Under Siege, elle conserve son titre en rebattant sa même adversaire. Le 9 juin à Against All Odds, Trinity et elle battent Savannah Evans et Gisele Shaw.
Le 15 juillet à Slammiversary, elle ne conserve pas son titre, battue par Trinity, ce qui met fin à un règne de 90 jours. Cinq soirs plus tard à Impact, elle effectue un Heel Turn et réclame à la nouvelle championne un match revanche pour le titre à Emergence. Le 12 août à Emergence, elle ne remporte pas la ceinture, rebattue par sa même adversaire. Le 8 septembre à Victory Road, elle perd face à Jordynne Grace.
Le 21 octobre à Bound for Glory, Tasha Steelz et elle ne remportent pas les titres mondiaux par équipes Knockouts, battues par MK Ultra (Masha Slamovich et Killer Kelly). Six soirs plus tard à Turning Point, elle ne remporte pas le titre Knockout, rebattue par Trinity par soumission dans un Last Chance match avec Gail Kim comme arbitre spéciale. Le 9 décembre à Final Resolution, Gisele Shaw et elle perdent face à Jordynne Grace et Trinity.

### All Elite Wrestling (2024-...)
Le 3 janvier 2024 à Dynamite, elle fait ses débuts à la All Elite Wrestling en tant que Face, où elle confronte Mariah May, après la victoire de cette dernière sur Queen Aminata. Le soir même, elle signe officiellement avec la compagnie. Dix soirs plus tard à Collision, elle dispute son premier match et bat Red Velvet par soumission. Le 3 mars à Revolution, elle ne remporte pas le titre mondial féminin de la AEW, battue par "Timeless" Toni Storm, et subit sa première défaite.
Le 27 avril à Rampage, elle perd face à Thunder Rosa. Après le combat, elle effectue un Heel Turn, car elle attaque son adversaire dans le dos et les deux catcheuses se bagarrent avant d'être séparées par la sécurité. Le 26 mai lors du pré-show à Double or Nothing, elle prend sa revanche sur sa même adversaire.
Le 1er novembre à Rampage, elle s'allie officiellement avec Taya Valkyrie pour former un duo appelé The Vendetta. Vingt-deux soirs plus tard lors du pré-show à Full Gear, elle perd face à Anna Jay.

## Palmarès
- Dynamite Championship Wrestling
  - DCW Women's Championship (1 fois)[77]
- East Coast Wrestling Association
  - ECWA Women's Championship (1 fois)[78]
  - ECWA Super 8 ChickFight Tournament (2015, 2016)[79],[80]
  - Match of the Year (2016) contre Karen Q le 22 octobre 2016[81]
  - Most Popular Wrestler (2016)[81]
  - Most Shocking Moment (2016) –  pour avoir gagné deux fois d'affilée le ECWA Women's Super 8 Tournaments[81]
  - Wrestler of the Year (2016)[81]
- Game Changer Wrestling
  - 1 fois Gwc Women's Championship[82]
- Impact ! Wrestling
  - 3 fois Championne Knockout de la TNA
  - 1 fois Championne par équipes Knockout de la TNA - avec Chelsea Green
  - Impact Year-End Awards :
    - Knockout of the Year (2020 et 2021)
    - Wrestler of the Year (2020)

  - Homecoming King & Queen Tournament (2021) avec Matthew Rehwoldt

- Lucha Libre AAA Worldwide
  - 1 fois AAA Reina de Reinas Champion

- Monster Factory Pro Wrestling
  - MFPW Girls Championship (1 fois)[83]
- New York Wrestling Connection
  - NYWC Starlet Championship (1 fois)[84]
- Paradise Alley Pro Wrestling
  - Center Ring Divas Championship (1 fois)[85]
- Ring of Honor
  - 1 fois ROH Women's World Championship
  - WOH of the year (2017)[2]

## Récompenses des magazines
- Pro Wrestling Illustrated

| Année | 2017 | 2018 | 2019 | 2020 | 2021 | 2022 | 2023 | 2024 |
| ----- | ---- | ---- | ---- | ---- | ---- | ---- | ---- | ---- |
| Rang  | 34   | 49   | 85   | 30   | 3    | 19   | 7    | 39   |

## Vie privée
Elle est actuellement en couple et mariée avec le catcheur d'Impact, Steve Maclin.